# Asakura Sadakage
Pour les articles homonymes, voir Asakura (homonymie).
Asakura Sadakage est un nom japonais traditionnel ; le nom de famille (ou le nom d'école), Asakura, précède donc le prénom (ou le nom d'artiste).
Asakura Sadakage (朝倉 貞景, 3 mars 1473-11 avril 1512), est le fils d'Asakura Ujikage et neuvième chef du clan Asakura au début de la période Sengoku du Japon féodal.

## Source de la traduction
- (en) Cet article est partiellement ou en totalité issu de l’article de Wikipédia en anglais intitulé « Asakura Sadakage » (voir la liste des auteurs).